# Ченге (име)
Ченге (мађ. Csenge), је женско име које се користи у мађарском језику, значење је непознато а води порекло од старог мађарског женског имена.

## Имендани
- 4. фебруар.
- 24. јул.

## Варијације имена
- Ченгеле,